# Sean Maluta
Sean Maluta (Staten Island, 30 settembre 1988) è un wrestler statunitense di origine samoana americana, che lotta nel circuito indipendente.
Pur non essendo ufficialmente sotto contratto con la WWE, appare spesso nel roster di NXT.

## Biografia

### WWE

#### Cruiserweight Classic (2016)
Sean Maluta ha partecipato al torneo del Cruiserweight Classic indetto dalla WWE. Nei sedicesimi di finale del 13 luglio Maluta è stato eliminato da Kōta Ibushi. Il torneo, alla fine, è stato vinto da T.J. Perkins, il quale è stato premiato con il Cruiserweight Championship.

#### Sporadiche apparizioni in WWE (2017-presente)
Nonostante la sconfitta nei sedicesimi di finale nel Cruiserweight Classic, Maluta è apparso diverse volte ad NXT, territorio di sviluppo della WWE. In seguito Maluta ha fatto la sua prima apparizione nel nuovo programma interamente dedicato alla divisione Cruiserweight, 205 Live, il 3 gennaio 2017, dove ha affrontato Tajiri (anch'egli debuttante nello show) venendo sconfitto. Nella puntata di NXT del 1º marzo Maluta è stato sconfitto da Patrick Clark. Nella puntata di NXT del 17 maggio Maluta è stato sconfitto da Drew McIntyre. Nella puntata di NXT dell'8 novembre Maluta e Chris Payne sono stati sconfitti dagli Heavy Machinery (Otis Dozovic e Tucker Knight). Nella puntata di NXT del 25 luglio 2018 Maluta è stato sconfitto dall'NXT North American Champion Adam Cole in un match non titolato. Nella puntata di NXT del 18 settembre Maluta è stato sconfitto da Cameron Grimes.

## Nel wrestling

### Mosse finali
- Savate kick

### Soprannomi
- The Samoan Dragon

## Titoli e riconoscimenti
- World Xtreme Wrestling
  - WXW Cruiserweight Championship (3)
  - WXW Heavyweight Championship (3)
  - WXW Tag Team Championship (1) – con Nick Nero
  - WXW Television Championship (1)